# 比志島国貞
比志島 国貞（ひしじま くにさだ、天文19年（1550年）- 元和6年4月3日（1620年5月5日））は、安土桃山時代から江戸時代初期にかけての武将。薩摩国島津氏の家老。紀伊守、彦四郎、宮内少輔。

## 生涯
天正年中に市来地頭となる。天正6年（1578年）の大友氏による日向侵攻の際には、高城へ加勢した。天正10年（1582年）には御使として弟の彦八郎とともに肥前有馬へ遣わされた。天正14年（1586年）の岩屋城の戦いの時に、御供として八代に向かった。天正15年（1587年）4月17日、目白坂に御供として向かった。天正16年（1588年）、島津義久の初上洛に供奉した。慶長元年（1596年）には、義久の家老となる。慶長5年（1600年）、日向高岡の外城（天ヶ城）に召された際、高岡地頭を仰せ付けられている。
慶長15年（1610年）5月2日、島津家久（島津忠恒）が中山王を率いて駿河・江戸へ参勤する際に供奉した。同年8月6日、駿府に到着して徳川家康に謁見を済ませ、20日には駿河を発って25日に江戸に着いた。9月12日に外城し、徳川秀忠への謁見を首尾よく済ませた。
元和6年（1620年）4月3日卒去。71歳。尭安源舜居士。寛永5年（1628年）、家久の命により、国貞のために源舜庵が建立された。墓は南林寺にある。寛永11年（1634年）12月晦日、家久が「忠義の老臣」を5人撰んだが、そのときの1人に国貞の名が挙がっている。
嫡子の比志島国隆は寛永4年（1627年）の牛の峠境界論争において、武力による威嚇を行った。薩摩藩家老でありながら収賄の噂もあり、藩主島津家久（島津忠恒）は国隆を寛永5年2月に種子島へ流罪、11月晦日に切腹させた。この時、国隆を追って種子島に来ていた妾も殉死した。自害の地と伝わる横山地域（西之表市上西横山）の人々はそこに墓を建て、妾・阿久根千代女の霊を供養するため盆踊りを今も催している。

## 系譜
- 父：比志島国真
- 母：不詳
- 妻：不詳
  - 男子：比志島国隆